# 나상훈
나상훈(1984년 2월 7일 ~ )은 대한민국의 자전거 경기 선수이다.